# Titushki

Titushki frente al Consejo de Ministros de Ucrania, 24 de noviembre de 2013.

Titushki (en ucraniano: тіту́шки), fueron formaciones ilegales ucranianas, de personal militar, policial, deportistas o elementos criminales; organizadas por la presidencia de Víktor Yanukóvich para atacar y dispersar manifestaciones de la oposición proeuropea, organizar provocaciones, atacar a periodistas y líderes opositores. Durante el EuroMaidan fueron ampliamente usados por el gobernante "Partido de las Regiones" y la policía. El concepto de Titushky también existe fuera de Ucrania, en toda Europa central y oriental, donde el término se convirtió en sinónimo de los ejecutores informales y violentos de los regímenes gobernantes.
A principios de la década de 2010, una “incursión de Titushky” (en ruso: титушки рейд) era un término del argot ampliamente utilizado tanto en ucraniano como en el ruso hablado en Ucrania para describir palizas callejeras, robos de vehículos y secuestros por parte de hombres no identificados vestidos de civil desde detrás de las líneas de manifestaciones políticas. Los Titushky fueron empleados por el gobierno de Yanukovich y, según se dice, recibían pagos que iban desde 200 grivnas hasta 100 dólares por día. Algunos también eran sospechosos de ser formaciones ilegales de tropas de combate que portaban pistolas ocultas. Llevaron a cabo intimidación y dispersión de manifestaciones antigubernamentales y atacaron a participantes y representantes de los medios de comunicación.
Titushky adoptó la estrategia de mezclarse con una multitud o turba pacífica y luego instigar una pelea violenta, lo que llevó al arresto de manifestantes pacíficos por motivos de desorden masivo; los perpetradores fueron luego utilizados como testigos del supuesto crimen o como víctimas. Durante el Euromaidán de 2013-2014, se convirtieron en un término colectivo para designar a los agentes provocadores y matones, que fueron contratados por el Partido de las Regiones y agentes de la ley vestidos de civil. Los partidarios del presidente Yanukovich también utilizaron el término titushky para referirse a los matones partidarios de la oposición.

## Etimología
El término se debe al apellido del deportista de la ciudad de Bila Tserkva Vadym Titushko, que el 18 de mayo de 2013 formando parte de estos destacamentos, atacó en Kiev a los periodistas Olga Snisarchuk y Vladislav Sodel. El ataque se produjo durante una de las manifestaciones de la oposición, mientras la policía observaba y no reaccionaba al ataque. Sin embargo, el suceso fue ampliamente fotografiado y registrado, y estos materiales fueron usados para demostrar el hecho y llevarlo a los tribunales.
La palabra Titushki tiene una connotación negativa.

## Actividad
En enero de 2014, el exjefe del Servicio de Seguridad de Ucrania, el general Palivoda, declaró: "El gobierno utiliza activamente a los Titushki en enfrentamientos locales con la gente. Son grupos de provocadores a los que se les paga y en su mayoría son personas sin principios morales firmes y muy pobres que necesitan dinero desesperadamente. No son bandidos ni prisioneros ni criminales. A menudo ni siquiera saben quién los reunió ni qué tendrán que hacer. Entienden en qué se han involucrado solo cuando se encuentran en medio de alguna acción". Sin embargo, Vyacheslav Veremiy, un periodista de Vesti Reporter que viajaba a Euromaidán, fue sacado de su automóvil por un escuadrón de Titushki y asesinado a tiros a quemarropa con un arma oculta, lo que indica algo más que una acción casual. El asesinato de Veremiy fue confirmado el miércoles 19 de febrero de 2014 a las 6.45 horas.
Según la revista What's On, Titushky disparó abiertamente munición real el 18 de febrero de 2014, lo que provocó la muerte de al menos un manifestante en el lugar cercano al edificio del Tribunal Supremo en Kiev. Ese mismo día, unos 200 hombres de Titushky, vestidos como unidades de defensa de Maidán con cascos verdes y escudos, se unieron a las tropas Berkut y golpearon a los manifestantes en la calle Velyka Zhytomyrska usando bates y tubos de hierro. Titushky también bloqueó un centro de votación en Mykolaiv durante las elecciones presidenciales en medio de disturbios prorrusos en Ucrania en las primeras etapas de la guerra ruso-ucraniana, el 25 de mayo de 2014.

## En otros países

### Polonia
En Polonia, a finales de los años 70, a los individuos que trabajaban en nombre del Ministerio de Seguridad Pública polaco se les solía denominar     ' Personas desconocidas, que tenían la tarea de aterrorizar y asesinar a disidentes, católicos y mantener bajo control a los trabajadores, a menudo con impunidad. El asesinato del entonces estudiante Stanisław Pyjas es un caso conocido de tráfico ilegal de drogas.
Piotr Siuda, una víctima y voluntaria de la masacre de Novocherkassk que la había investigado en la década de 1980 había informado que, en ese momento, la milicia soviética en su propia ciudad de Novocherkassk utilizó grupos semilegalizados de ex convictos para cazar y golpear. activistas políticos y disidentes. El propio Piotr fue asesinado en los años 90 en circunstancias sospechosas.

Durante el preludio de las elecciones parlamentarias polacas de 2023, el gobierno del PiS fue sorprendido contratando simpatizantes para perturbar y deslegitimar las protestas polacas de 2023. 

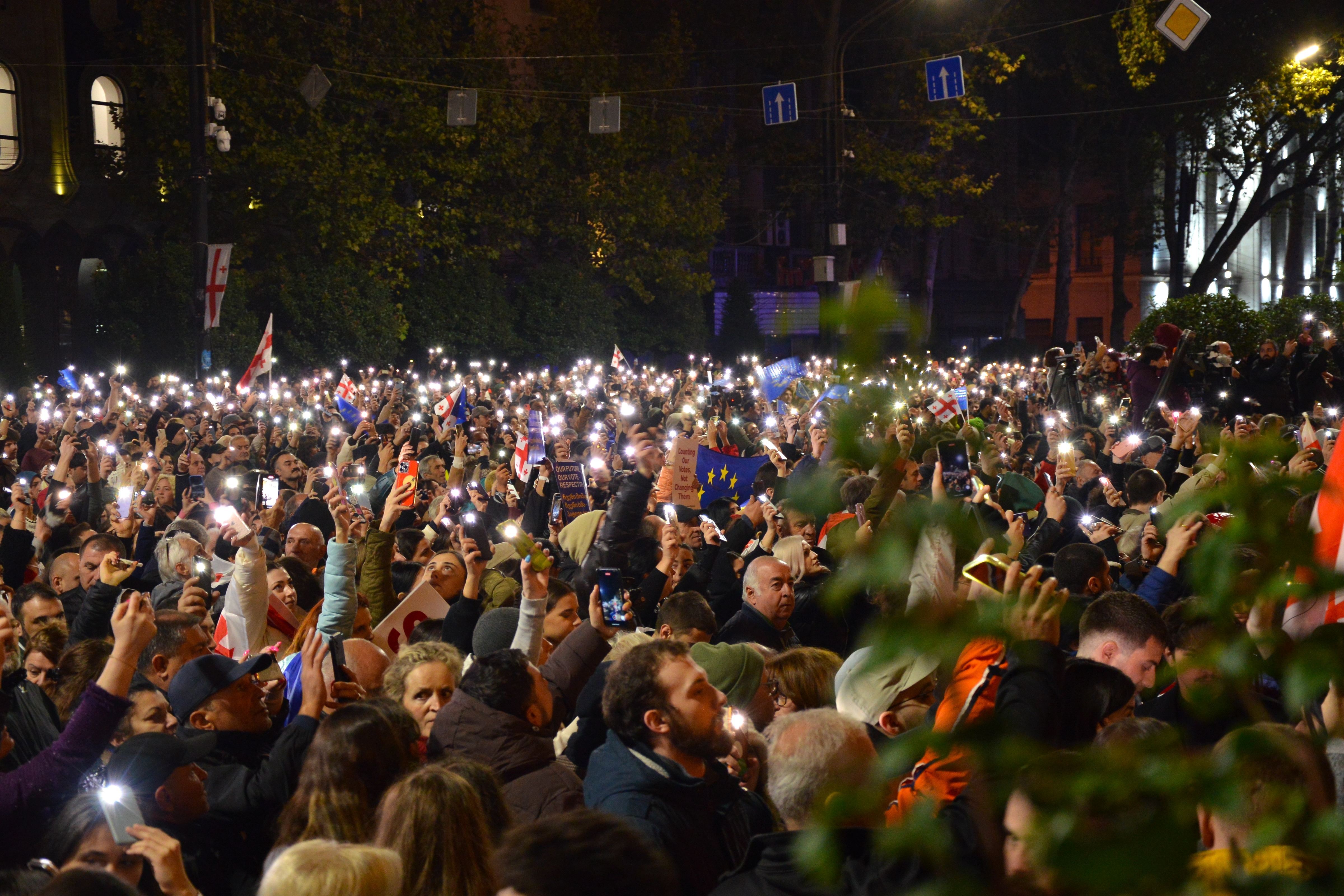
Manifestaciones georgianas a favor de la integración con la Unión Europea, que han sido blanco de Titushki.

### Georgia
El partido gobernante de Georgia, Sueño Georgiano, aliado de Rusia, ha utilizado ampliamente a los Titushki contra sus oponentes políticos, estableciendo paralelismos con la administración de Yanukovich en Ucrania.
Durante las protestas de 2023, las oficinas de la oposición fueron atacadas por Titushky. Varios opositores a la propuesta de "ley de agentes extranjeros" del gobierno, incluidas personalidades políticas y civiles, fueron emboscados, atacados y brutalmente golpeados por Titushky.
Durante las protestas en 2024 y 2025, los Titushki fueron utilizados para atacar físicamente a periodistas críticos con el gobierno, así como a opositores políticos del partido gobernante.

## Ititushky
En 2013, la palabra ititushky o ititushkas apareció rápidamente en Myslovo, diccionario de jerga ucraniana moderna y pronto también se convirtió en un término muy extendido en el ruso utilizado en Ucrania. Es un acrónimo de las palabras IT y titushka, y se refiere a un hacker o un usuario común que actuó agresivamente contra blogs y sitios web pro-Euromaidan, utilizando ataques DDoS, comentarios agresivos o trolling.

## Características
Los Titushki tienen una vista externa típica:
- Son jóvenes de complexión deportiva.
- Visten ropa deportiva, de color preferiblemente negro, con zapatillas deportivas incluso en invierno.
- Temen la transparencia pública, evitan ser identificados, escondiendo las caras en máscaras o capuchas ante las cámaras. Si los periodistas se les acercan, esconden la cara y dan la espalda. Por la misma causa atacan con frecuencia a los mismos periodistas.
- Provienen de las zonas rusoparlantes de Ucrania oriental y sur.
- Hablan entre ellos sólo en ruso. Usan el ucraniano sólo cuando gritan proclamas durante sus provocaciones, para desacreditar a la oposición ucraniana.
- Con frecuencia están bajo los efectos del alcohol o narcóticos.

El general de la policía (retirado) Vitaly Yarema, diputado al parlamento por el Partido Batkivshina, declaró al respecto: 
"Se conoce la suma que les pagan, de 200 a 500 hrivnas al día. Por lo general, son personas que se dedican a los deportes de lucha, físicamente fuertes. Están preparados para causar daños corporales a los protestantes. Actúan como provocadores, para provocar la intervención de la policía. Luego cuando la policía interviene en los choques, ella arresta sólo a los manifestantes, y no a los titushki. Esto es muy peligroso"

## Métodos
El fin de sus acciones es justificar la intervención de la policía antimotines contra los manifestantes, y asustar a éstos, usando diversos métodos provocadores::
- Provocaciones contra los policías para justificar que comiencen a actuar violentamente.
- Uso de violencia contra los manifestantes.
- Penetración en la masa de manifestantes para crear pánico, y estimularlos a acciones violentas.
- Formación de grupos de falsos manifestantes, que deben realizar actividades ilegales.
- Causar destrucción y daño a centros comerciales, incendio de autos.
- Bloqueo de locales y centros de la oposición.
- Imitación de manifestantes a favor del gobierno, para aumentar artificialmente su cantidad.
- Imitación de trabajadores de servicios comunales, para destruir las barricadas de los manifestantes.
- Represión a activistas de la oposición por medio de amenazas, golpes y daño a su propiedad (generalmente, incendio).
- Ataques a la prensa opositora.